# 노라 뫼르크
노라 뫼르크(노르웨이어: Nora Mørk, 1991년 4월 5일~)는 노르웨이의 핸드볼 선수로 포지션은 라이트백이다. 현재 덴마크 여자 핸드볼 리그의 팀 에스비에르와 노르웨이 여자 대표팀 소속으로 뛰고 있다. 
노르웨이 여자 국가대표팀의 일원으로 활동하면서 올림픽에서 금메달 1개, 동메달 2개를 획득했다. 또한 세계 선수권 대회에서 우승 2회, 준우승 2회를 달성했고, 유럽 선수권 대회에서 5회 우승을 달성했다.